# Paginace
Paginace (též paginování, z lat. pagina, stránka, česky stránkování) je označování stránek knihy nebo dokumentu pořadovými čísly (zřídka písmeny či jinými grafickými znaky).

## Paginace

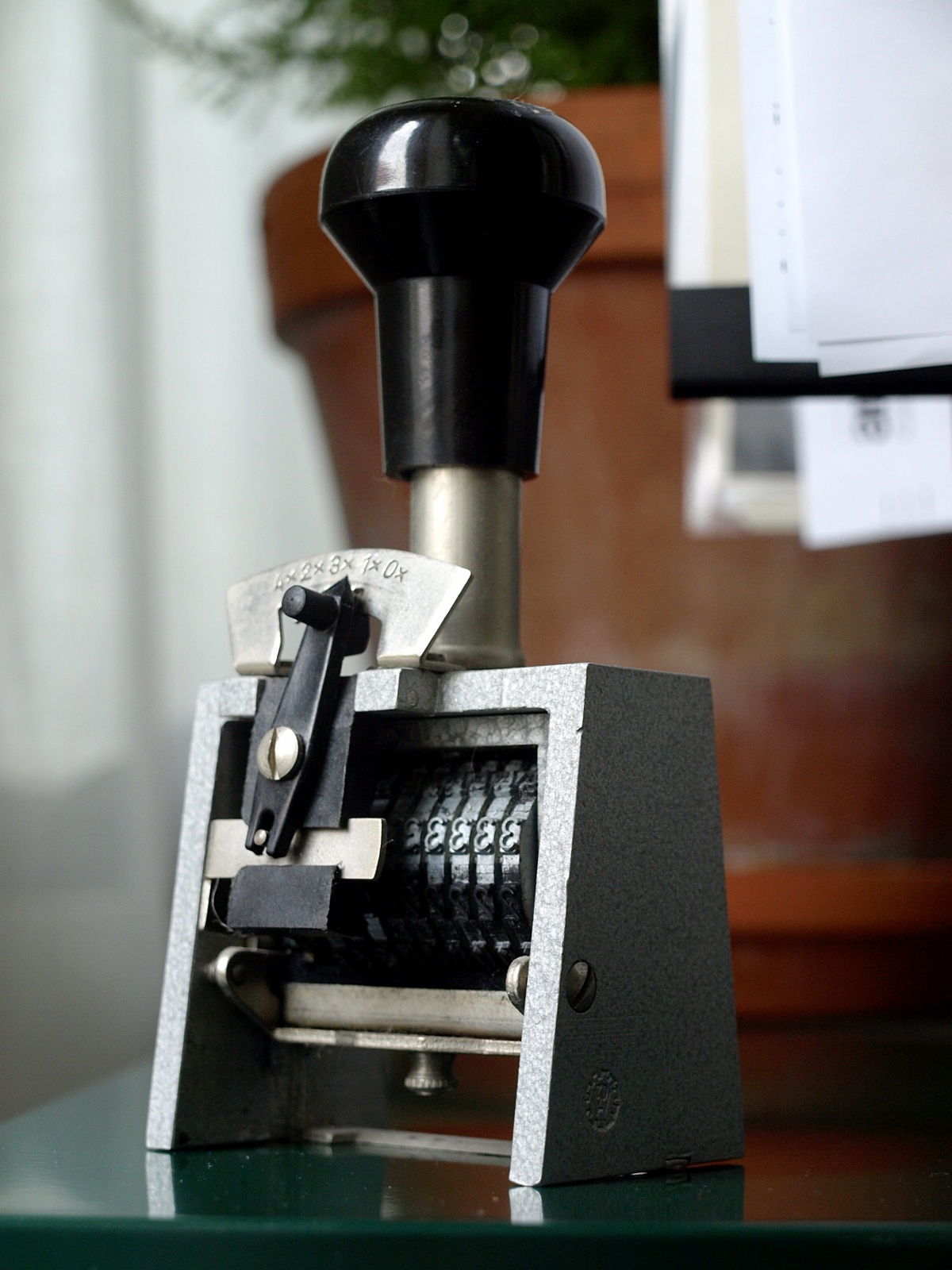
Paginýrka

Paginace je součást tzv. záhlaví nebo zápatí. ČSN ISO 5127-2003 rozlišuje ještě souběžné stránkování dvojjazyčných knih, přerušované stránkování, pokud je v knize použito několik číselných řad, a průběžné stránkování, pokud je naopak vícesvazkové dílo stránkováno průběžně.
Pokud je kniha tištěna ve více sloupcích, doplňuje se paginace někdy ještě písmenem, které označuje sloupec (21b znamená druhý sloupec na straně 21). Ve slovnících a encyklopediích se někdy číslují přímo sloupce a odkazuje se na ně zkratkou "col.", z latinského columna, sloupec.

### Paginýrka
K ručnímu číslování dokumentů nebo stránek v sešitech a podobně se užívá zvláštní razítko, tzv. paginýrka, které při každém otištění zvyšuje číslo o předvolenou hodnotu, nejčastěji o 1.

## Foliace

Verso a recto

U rukopisů a starých tisků, které nemají číslované stránky, se užívá starší foliace, počítání a číslování listů. Jednotlivé listy se označují zkratkou fol. (z lat. folium, list) a číslem. Levá či rubová stránka v otevřené knize se přitom označuje latinským verso (v.), rub, pravá čili lícová stránka jako recto (r.). Na vedlejším obrázku by levá stránka s číslem 2 byla označena jako "fol. 1v", pravá jako "fol. 2r". Někdy se lícové stránky označují písmenem a, rubové písmenem b. Pak by se stránky na obrázku označily jako 1b a 2a.
V případě, že text na stránkách je rozdělen do dvou (či více) sloupců, však malá písmena označují zpravidla sloupce. Pak by na výše uvedeném příkladu byly na levé stránce sloupce f1va, f1vb a na pravé stránce sloupce f2ra a f2rb.

## Paginace na webu

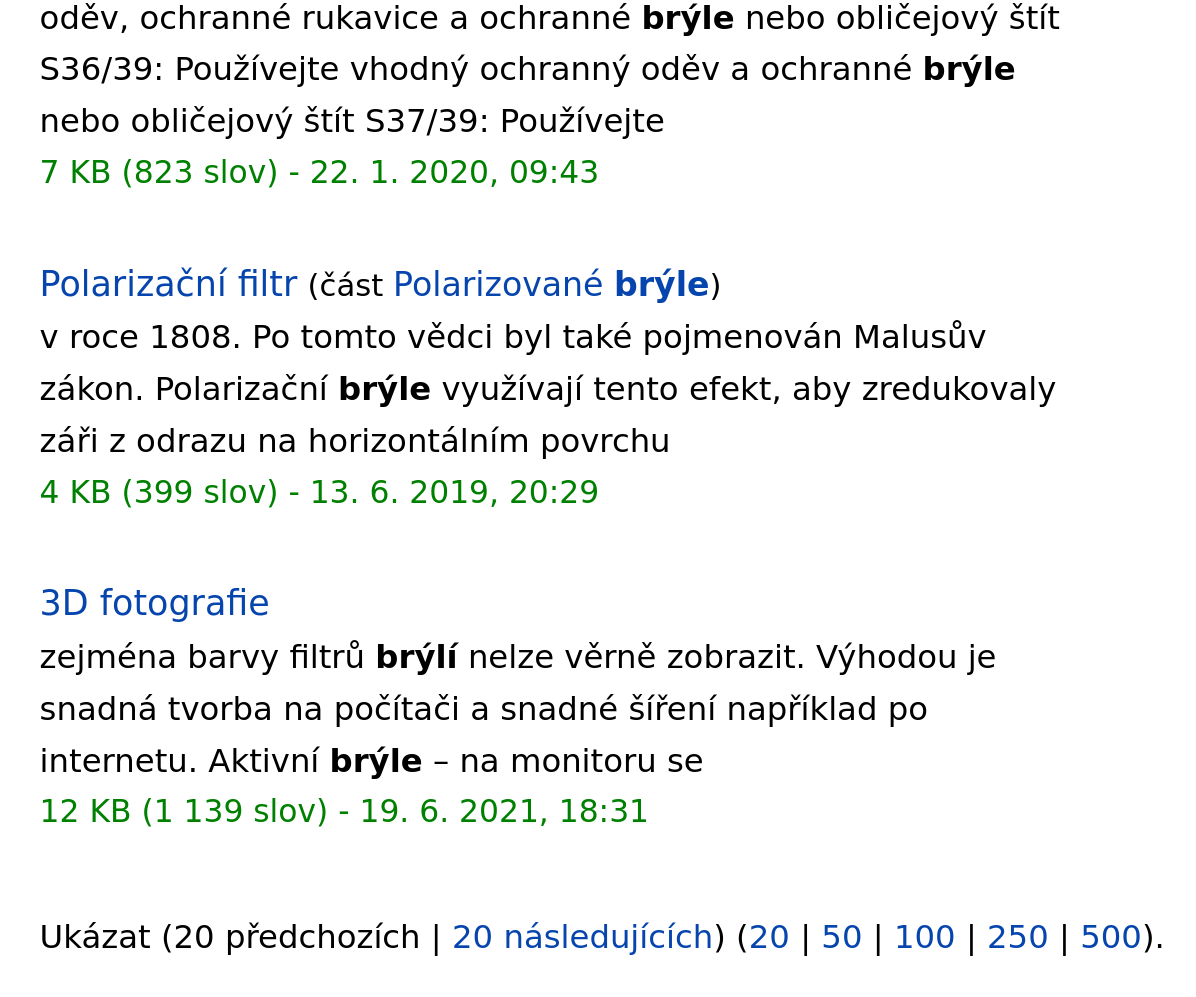
Paginace na české Wikipedii (pod výsledky hledání brýlí)

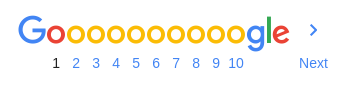
Paginace Google search

Pojmem paginace se označuje také rozdělení množiny dokumentů na webu aj. (například výsledků hledání) na menší skupiny. Příslušný ovládací prvek pak jako pager.